# The Seduction
The Seduction is een Amerikaanse thriller uit 1982 geschreven en geregisseerd door David Schmoeller en gedistribueerd door Embassy Pictures. De film kreeg voornamelijk negatieve kritieken.

## Verhaal
Jamie Douglas heeft een relatie met haar vriend Brandon. Ze wordt gestalkt door de fotograaf Derek. Na een zoveelste incident licht ze de politie in, maar die is van mening dat Derek tot nu toe geen misdaden heeft gepleegd. Brandon legt de situatie uit aan een dokter: volgens deze laatste lijdt Derek aan erotomanie.
Om van het gestalk vanaf te zijn, gaat Jamie in op de avances van Derek, maar ze beraadt daarbij een mislukte moordpoging. Later komt Derek terug en tracht haar te verkrachten. Daarbij ontdekt Jamie dat hij impotent is. Door deze ontdekking wordt Derek woedend en tracht Jamie te vermoorden, maar wordt neergeschoten door Julie, een collega van Derek die via de politie te weten gekomen is dat Derek een psychopaat is die Jamie lastigvalt. 

## Rolverdeling
| Acteur             | Personage     |
| ------------------ | ------------- |
| Morgan Fairchild   | Jamie Douglas |
| Michael Sarrazin   | Brandon       |
| Vince Edwards      | Maxwell       |
| Andrew Stevens     | Derek Sanford |
| Colleen Camp       | Robin Dunlap  |
| Kevin Brophy       | Bobby         |
| Betty Kean         | Mrs. Caluso   |
| Wendy Smith Howard | Julie         |
| Joanne Linville    | Dr. Weston    |
| Marri Mak          | Lisa          |

## Nominaties
| Prijs                        | Categorie                       | Ontvanger(s)     | Resultaat   |
| ---------------------------- | ------------------------------- | ---------------- | ----------- |
| Golden Raspberry Awards 1982 | Slechtste actrice               | Morgan Fairchild | Genomineerd |
| Golden Raspberry Awards 1982 | Slechtste actrice in een bijrol | Colleen Camp     | Genomineerd |
| Golden Raspberry Awards 1982 | Slechtste nieuwkomer            | Morgan Fairchild | Genomineerd |